# Maskinrum
För maskinrum på biografer, se Maskinrum (biograf).
För motormuseet i Skagen, se Maskinrummet.

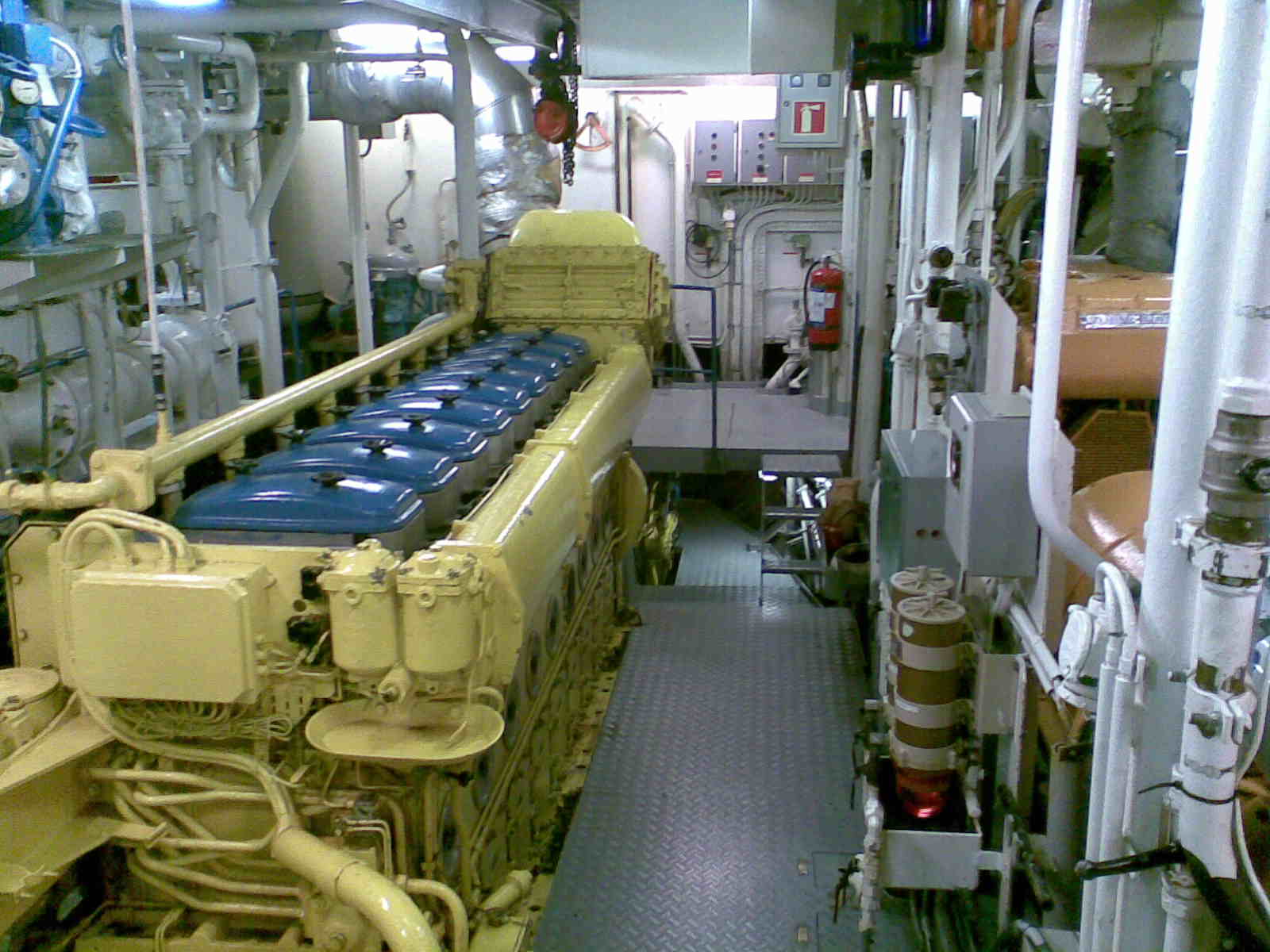
Maskinrummet på skolfartyget Michael Sars

Ett maskinrum är ett slutet rum där en eller flera maskiner eller apparater finns för att göra en specifik uppgift. Beroende på användningsområde kan ett maskinrum se väldigt varierande ut. I maskinrum används till exempel för inneslutning av en dieselmotor och en generator. Maskinrum är i regel isolerade mot buller och värme.
Ofta är det olika säkerhetsdirektiv som bestämmer utformningen av ett maskinrum, tex bullernivå, isolering och brandskydd. 

## Maskinrum ombord på fartyg
Till maskinrum på fartyg räknas också den närliggande verkstaden, reservdelslager samt kontrollrum. Utformningen av maskinrum på fartyg lyder under stränga säkerhetsföreskrifter, som i första hand dikteras av IMO och SOLAS. I andra hand lyder utformningen av ett maskinrum under klassen, tex Lloyd's Register, och de lokala myndigheterna. Maskinrum ombord på fartyg är väldigt ofta trånga, i ett led att få mera lastutrymme ombord.
I maskinrummet samsas en stor mängd olika maskiner, såsom till exempel huvudmaskiner, hjälpmaskiner, axelgeneratorer och oljeseparatorer.

## Fotogalleri

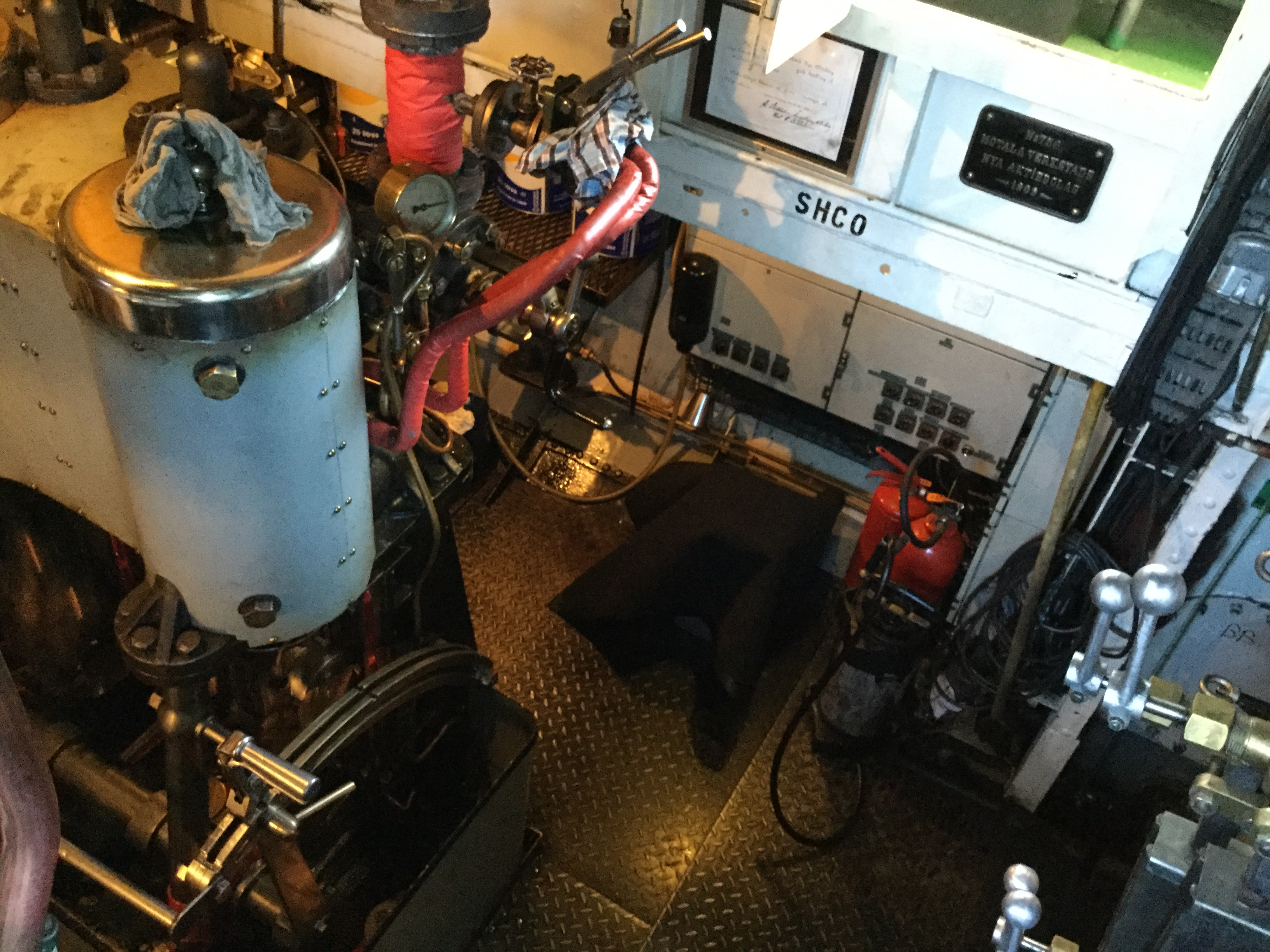
Maskinrummet på S/S Drottningholm
- Maskinrummet på ångfartyget S/S Storskär.
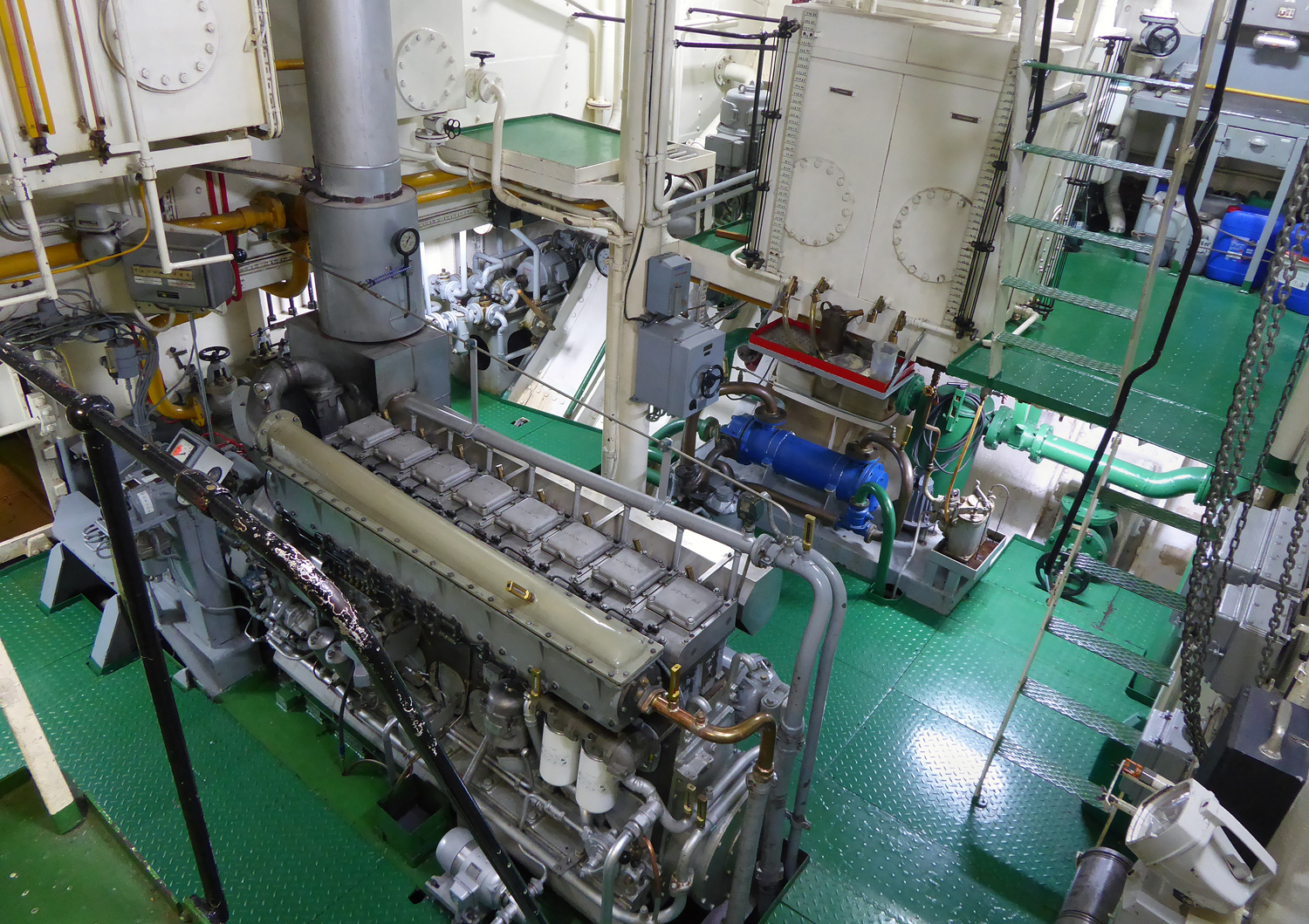
Maskinrummet på Fyrskeppet Elbe 1.